# Aida Esteve Quintero
Aida Esteve Quintero (Rubí, Vallès Occidental, 12 de març de 2001) és una futbolista catalana.
Migcampista, començà a practicar el futbol a la Unió Esportiva Rubí i, posteriorment, es formà a l'academia de l'Espanyol. En categoria juvenil, jugà amb el filial del Futbol Club Barcelona, debutant a la Segona Divisió femenina la temporada 2017-18. Va jugar un únic partit amb el primer equip, la final de la Copa Catalunya 2018-19. L'estiu de 2020 fitxà per la SD Eibar amb el qual debutà a la Primera Divisió i, dos anys després, s'incorporà al Madrid Club de Fútbol. Internacional amb la selecció espanyola en categories de formació, s'ha proclamat campiona d'Europa sub-17 (2018). Amb la selecció catalana sub-16, guanyà el campionat d'Espanya de seleccions autonòmiques (2017).

## Palmarès
- 1 Copa Catalunya: 2018